# Gorawino
Gorawino is een plaats in het Poolse district  Kołobrzeski, woiwodschap West-Pommeren. De plaats maakt deel uit van de gemeente Rymań en telt 720 inwoners.